# Château de Cetin
Le château de Cetin est situé à 5 km au sud de Cetingrad en Croatie. 

## Historique
Sa date de construction demeure inconnue. Quelques indications dans les fondations indiquent qu'il existait déjà sous l'Empire romain.
Sa plus ancienne mention écrite remonte à 1334. En 1387, Cetin est donné à Ivan Krčki par le roi Sigismond Ier du Saint-Empire et devient la propriété de la famille Frankopan.
Le Moyen Âge constitue l'âge d'or de Cetin. Près de la forteresse, se trouvaient un monastère franciscain et de nombreuses églises. Cetin a joué un rôle majeur dans l'histoire de la Croatie. Après la défaite à la bataille de Mohács, les nobles croates installent le parlement de Cetin (en) dans l’enceinte du château. Le 1er janvier 1527, ils élisent Ferdinand Ier du Saint-Empire, roi de Croatie.
La charte écrite à cette occasion est conservée aux archives nationales d'Autriche.
Lors des siècles suivants, Cetin faisait partie des confins militaires entre la Monarchie de Habsbourg et l'Empire ottoman. Pendant cette période, les turcs prirent le contrôle de la région à plusieurs reprises, la forteresse s'en est trouvée plusieurs fois endommagée. En 1790, les troupes autrichiennes commandées par le général Walisch reprennent finalement le contrôle des lieux après un siège d'un mois.
En 1809 des forces ottomanes ont, encore une fois, occupé Cetin mais en 1810 elles se retirent sous les menaces d'Auguste de Marmont, le gouverneur-général des provinces illyriennes. Quand la menace ottomane a disparu, la forteresse a été abandonnée et utilisée comme pierre de carrière. Le centre administratif a été transféré au village de Cetingrad qui s'est développé au nord de Cetin.

## Source
- (en) Cet article est partiellement ou en totalité issu de l’article de Wikipédia en anglais intitulé « Cetin Castle » (voir la liste des auteurs).